# Societat Bíblica Britànica i Estrangera
La Societat Bíblica Britànica i Estrangera (British and Foreign Bible Society), sovint coneguda a Anglaterra i Gal·les simplement com a Societat Bíblica (Bible Society), és una societat bíblica, integrada 
per totes les famílies protestants, llevat dels quàquers, i oberta a la col·laboració amb els catòlics, amb personalitat jurídica de societat benèfica (en anglès, charity) el propòsit de la qual és la difusió de la Bíblia per tot el món.
La Societat fou constituïda el 7 de març de 1804 per un grup de les persones que incloïa William Wilberforce i Thomas Charles, a fi d'encoratjar un "ús i circulació més amplis" de les Escriptures.

## Lo Nou Testament
El maig de 1832, la SBBE publicà a Londres la primera versió catalana, amb una tirada de 1.000 exemplars, de Lo Nou Testament de Nostre Senyor Jesuchrist, traduhit de la Vulgata llatina en llengua catalana ab presència del text original, conegut com a Lo Nou Testament, obra de Josep Melcior Prat, amb la col·laboració de Ramon Bussanya. De l'obra se'n feren tres edicions més: una també a Londres, el 1835, una altra a Barcelona, el 1836, i la tercera a Madrid, el 1888.